# Tortula macrocarpa
Tortula macrocarpa là một loài rêu trong họ Pottiaceae. Loài này được (Schimp.) Mitt. mô tả khoa học đầu tiên năm 1869.